# 福部砂丘
福部砂丘（ふくべさきゅう）は、鳥取砂丘のうち東側（旧福部村域）の区画のことを言う。
鳥取県道319号鳥取砂丘細川線沿いに観光客向けの商業施設が（土産店や飲食店ラクダ乗り場等）が集まる。旧福部村のカントリーサインは砂丘を模したものであった。合併後は、鳥取市のもの（因幡の白兎）に変更されている。

## 主な施設
- 鳥取砂丘情報館
- 砂の美術館